# Merche Comabella

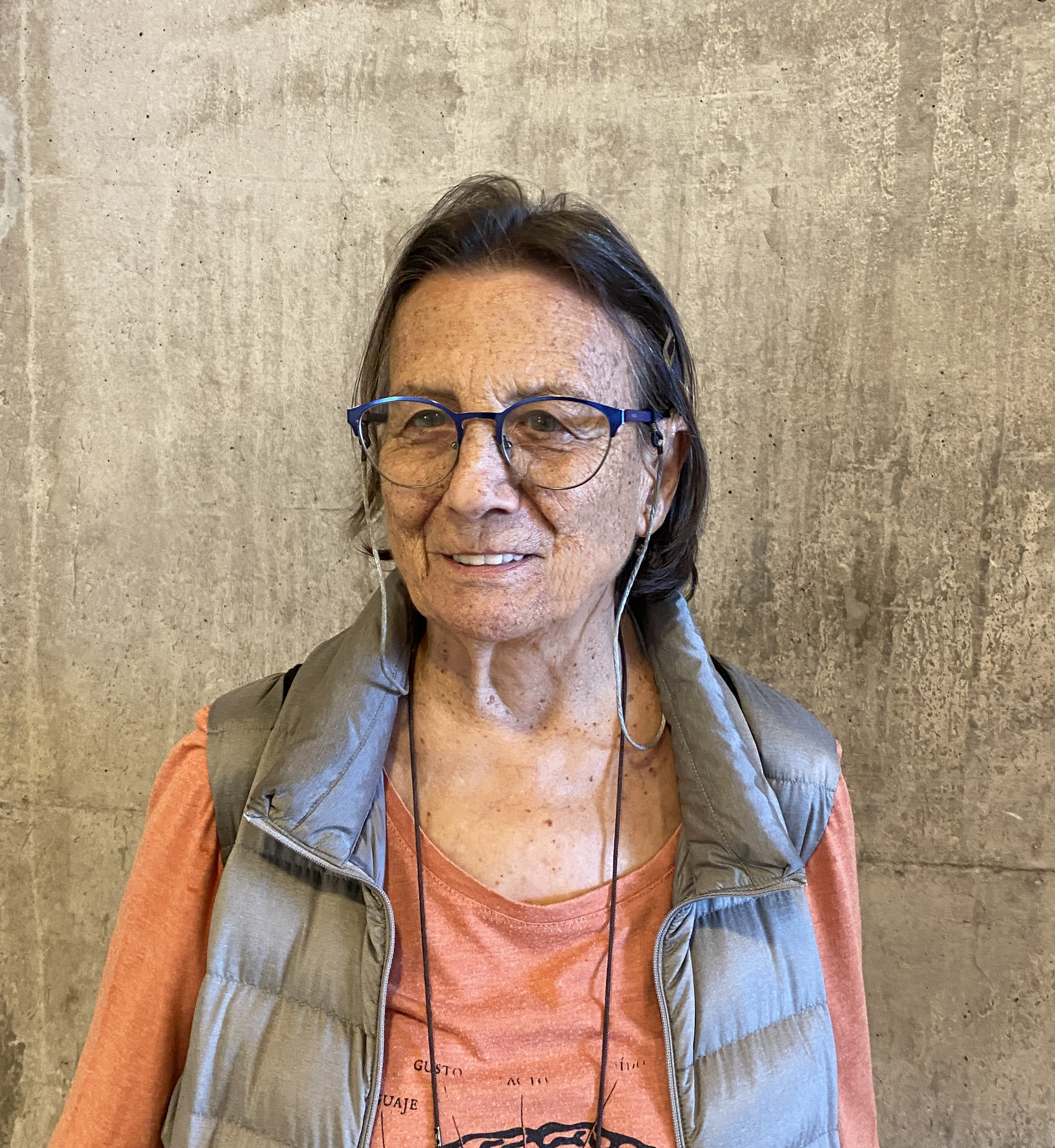
Merche Comabella en 2023

Mercedes Comabella Marcos de León, más conocida como Merche Comabella, (Madrid, 2 de febrero de 1940) es una librera, traductora, política y militante feminista española. Fue presidenta de la Asociación de Amas de Casa de Tetuán (Madrid), miembro de la Federación Provincial de Amas de Casa de Madrid, del Movimiento Democrático de Mujeres (MDM) y del Partido Comunista de España (PCE). Organizó y participó en las I Jornadas para la Liberación de la Mujer en Madrid en 1975. Es una defensora de los derechos de las mujeres, implicada en luchas como la abolición del delito de adulterio, la aprobación del divorcio o del aborto, entre otros.

## Trayectoria
Comabella nació en una familia de clase media. Su padre, de origen catalán y su madre, de origen madrileño y aragonés, vivieron un tiempo en Francia y regresaron a España en 1939. Se crio con una hermana mayor y cuando tenía 10 años, nació su hermano pequeño. Cursó estudios de primaria y secundaria en el Liceo Francés de Madrid y empezó a trabajar a los 17 años. Dos años después, se mudó a Londres, para trabajar como niñera y aprender inglés. Allí vio que las mujeres tenían una vida muy distinta a la que se llevaba en España, en cuanto a estudios, trabajo y comportamiento.
Al regresar a Madrid, en 1961, comenzó a trabajar en el servicio comercial de Peugeot, donde permanecería diez años. En 1967, acudió a un encuentro con mujeres para hablar de la situación de la mujer en España y entró en contacto con el Movimiento Democrático de Mujeres (MDM), una organización feminista clandestina cuyo objetivo era ampliar las bases del antifranquismo y defender los derechos de las mujeres. Comabella se incorporó al movimiento, donde desempeñó tareas directivas y luchó junto a mujeres como María Teresa Gómez, Rosa Pardo, Paloma Fernández Quintanilla, Carmen Méndez Buschell, Dulcinea Bellido y Mary Luz Boyero.

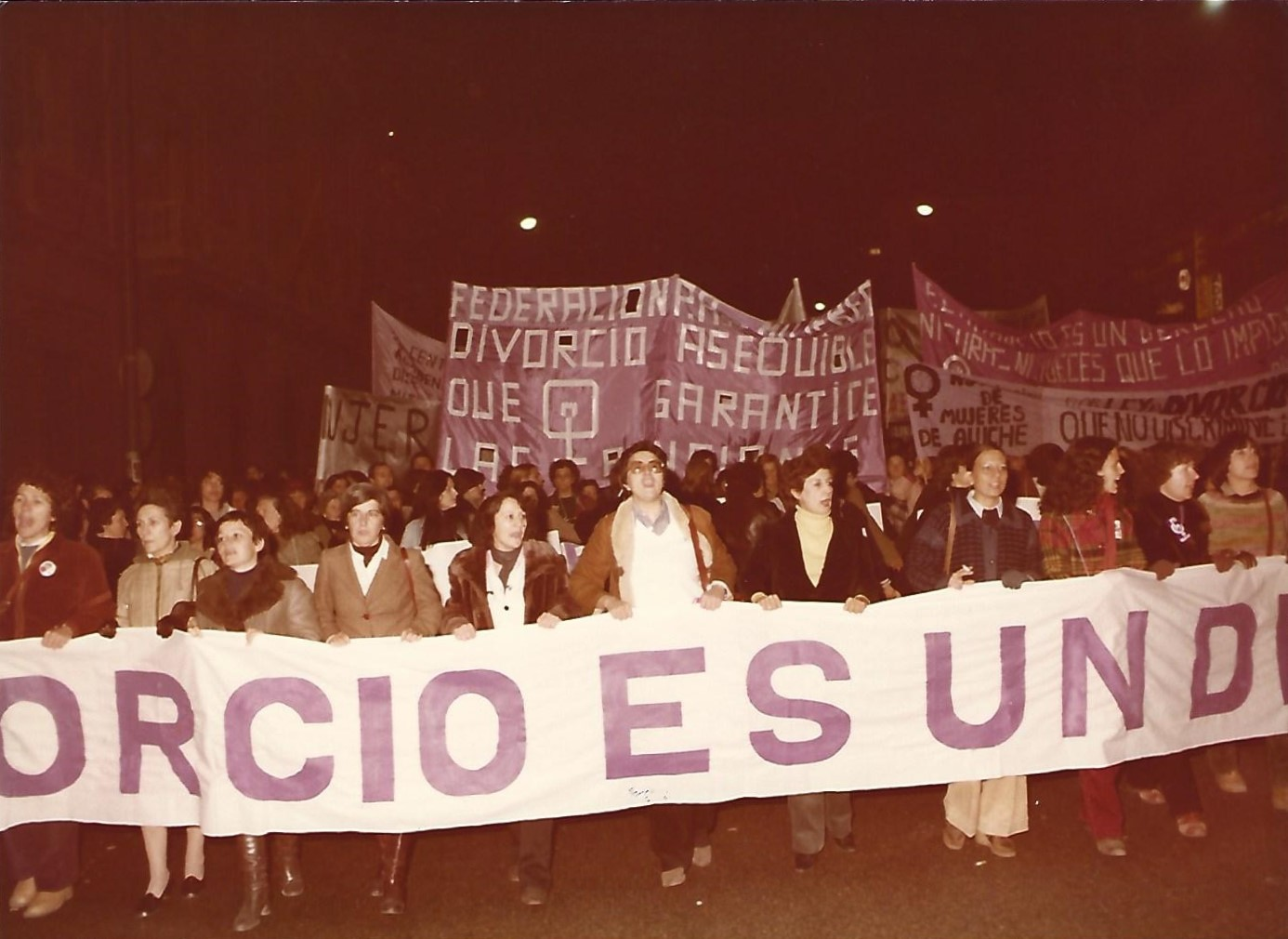
Merche Comabella (cuarta por la derecha) en una manifestación para pedir la legalización del divorcio en 1979.

Comabella participó en manifestaciones y concentraciones, en mítines en mercados y en iglesias y en el reparto y buzoneo de pasquines en los que se denunciaba la discriminación de las mujeres y reivindicaban derechos de enseñanza, trabajo, sanidad, derechos civiles, control de natalidad, divorcio, matrimonio civil y derechos políticos. En una ocasión fue detenida junto a una compañera por repartir propaganda ilegal en la puerta de El Corte Inglés de Raimundo Fernández Villaverde, por lo que permaneció tres días en la Dirección General de Seguridad y en los calabozos del antiguo Palacio de Justicia, al ser acusadas de pertenecer al MDM.

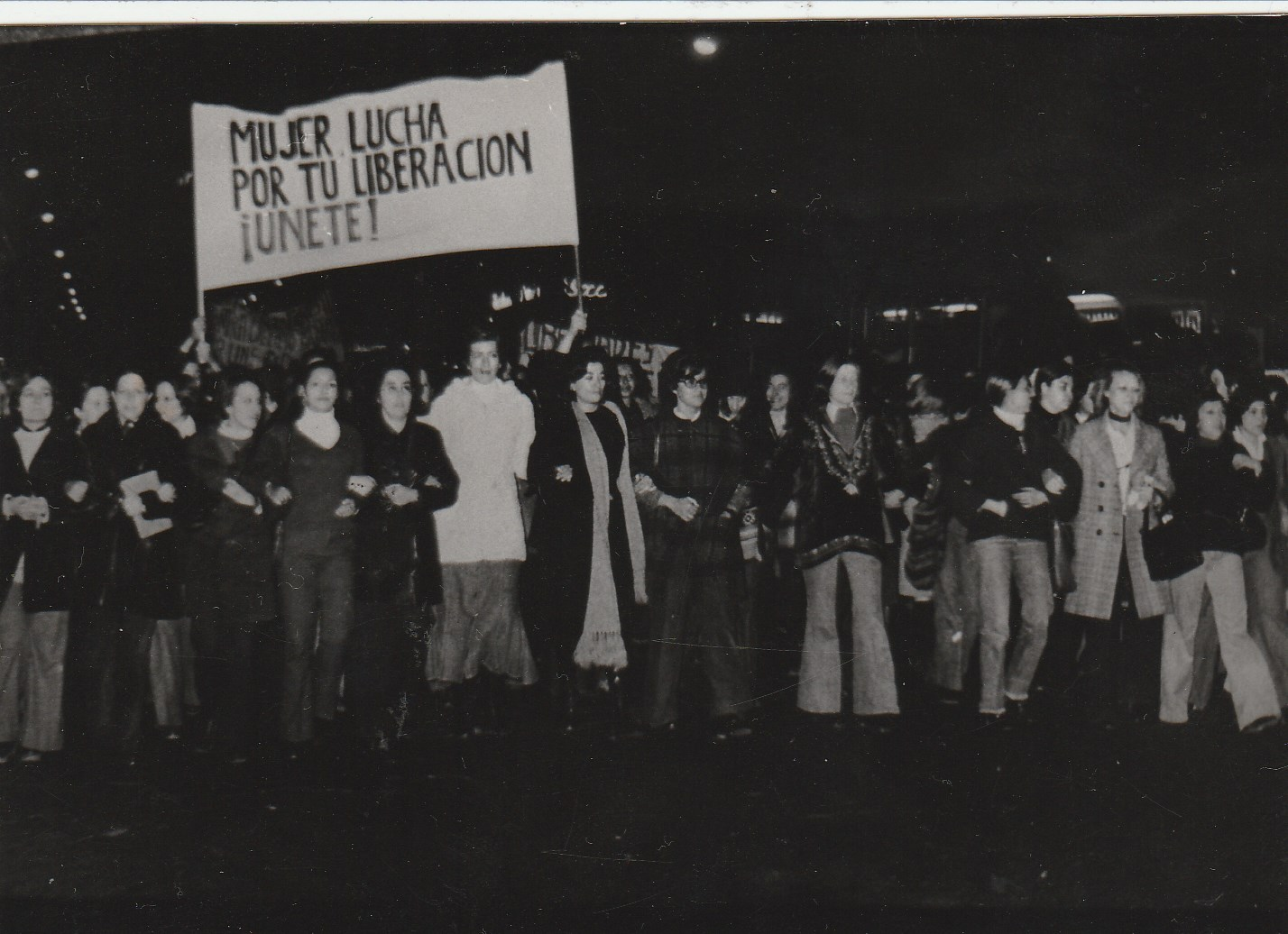
Primera gran manifestación no autorizada por la liberación de la mujer, el 15 de enero de 1976. Merche Comabella, a la derecha.

Fue una de las asistentes de la delegación española al Congreso Mundial de Mujeres de Berlín oriental, en octubre de 1975. Colaboró en la organización de las I Jornadas por la Liberación de la Mujer, celebradas en diciembre de 1975 en el colegio Montpellier de Madrid, y asistió al congreso internacional organizado por la Federación Democrática Internacional de Mujeres en Berlín en el mismo año. En enero de 1976, participó una gran manifestación feminista no autorizada en la calle Goya de Madrid, a la que acudieron unas 4.000 mujeres de 25 asociaciones de Madrid. Protestaban por la desigualdad de derechos de la mujer y tenían como objetivo entregar un escrito al Presidente del Gobierno.

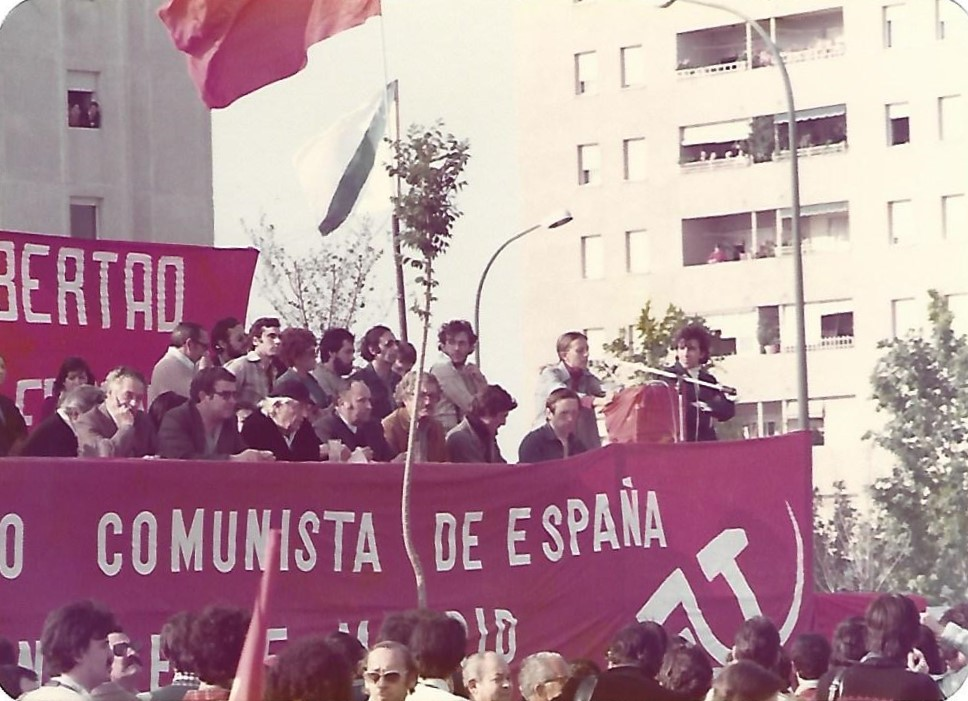
Merche Comabella interviniendo en el mitin del PCE en San Blas el 21 de mayo de 1977

Militó en el PCE entre 1971 y 1983, llegó a formar parte del Comité provincial del partido en Madrid y del Comité Central. En las elecciones de 1977, Comabella fue candidata en el puesto 16 en las listas del PCE por Madrid al Congreso de los Diputados.Intervino junto a Rafael Alberti, Ramón Tamames, Víctor Díaz-Cardiel, Padre Llanos y Santiago Carrillo en un mitin en San Blas el 21 de mayo de 1977, y seis días después en otro mitin que también tuvo como oradora a Manuela Carmena. El 28 de mayo, Comabella participó en un mitin que organizó el PCE calificado de “mitin feminista” en la plaza de toros de Vista Alegre (Madrid) al que asistieron más de 20.000 personas, junto a Dulcinea Bellido, Begoña Luján, Cristina Almeida y la cantante y actriz Ana Belén. Comabella, finalmente, no resultó elegida. También participó en dos mítines en Madrid junto al y Manuela Carmena en mayo de 1977, en Vallecas y en San Blas.
Asimismo, fue candidata para las elecciones al Parlamento Europeo de 1999, ocupando el número 13 en la lista de la Confederación de Organizaciones Feministas (COFEM-FEMEK).
Una vez consolidada la democracia, continuó su actividad feminista militando en la Federación Provincial de Asociaciones de Mujeres Flora Tristán y en la Fundación Ciffe (Centro de Investigación y Formación Feminista). Participó en diversas publicaciones sobre el movimiento feminista de segunda ola en España, entre las que destaca el libro Españolas en la Transición. De excluidas a protagonistas (1973-1982), que editó junto con Mary Salas.
Fue propietaria de la desaparecida librería-cafetería La Madriguera, situada en la calle de Santiago de Madrid.

## Obra
- La vida de las mujeres en las ciudades (1998, traducción)
- Españolas en la Transición. De excluidas a protagonistas (1973-1982) (1999)
- Tráfico de mujeres (1999, traducción)
- Bellas indomables: mujeres con grandes destinos (2001, traducción)
- Habilidades de comunicación en intervención social: manual práctico (2002, traducción)
- Panorama europeo de la ayuda intrafamiliar: nueve encuestas (2011, traducción)